# Кемертоган
Кемертога́н (каз. Кемертоған) — село у складі Карасайського району Алматинської області Казахстану. Входить до складу Іргелинського сільського округу.
Населення — 5903 особи (2021; 1260 у 2009, 761 у 1999, 464 у 1989).